# Prišёl soldat s fronta
Prišёl soldat s fronta (Пришёл солдат с фронта) è un film del 1971 diretto da Nikolaj Nikolaevič Gubenko.